# おはようひろしま
『おはようひろしま』は、NHK広島総合テレビで広島県内で放送されていた『NHKニュースおはよう日本』の地域情報番組。

## 概要
広島県向けに放送されていたが、2024年度から、放送枠全体が『NHKニュースおはようちゅうごく』（山陽ブロック対象・山陰ブロックで放送されている『おはよう山陰』を除く）で構成されるため、事実上2024年3月29日をもって終了した。

## 放送時間
- 祝日を除く平日 7:45 - 7:51
  - 7:51以降は『NHKニュースおはようちゅうごく』の番組名で中国地方ブロック放送となる。

## 放送終了時点の出演者
キャスター
- 志賀隼哉（2021年度 - 2024年3月22日）
- 安藤結衣（2022年度 - 2024年3月8日）
- 松井大（2023年10月10日 - 2024年3月1日）
- 鳥山圭輔（2023年10月24日 -  2024年3月15日、NHK鳥取放送局時代にも応援での担当経験あり）
  - 原則として上記での一週間交替でのローテーションだが、災害時の他局からの応援、国際的スポーツイベント・休暇などによる本番組担当者のNHK本部など他局への応援、その他シフトの都合により時折広島局の他のアナウンサー（2023年10月23日の小野文惠など）や、NHK岡山放送局など中国地方他県の放送局のアナウンサー、NHK大阪放送局・NHK東京アナウンス室など中国地方以外の他地域のアナウンサー（広島局勤務経験者を含む）が担当することがある。

気象予報士
- 勝丸恭子（2021年度 -  2024年3月29日）
- 大隅智子（2023年度。勝丸の休暇時に担当）

## 過去の出演者
| 期間       | 期間      | メインキャスター1                           | 気象予報士    |
| ---------- | --------- | ------------------------------------------- | ------------- |
| 2005.3.28  | 2006.3.31 | 土方康                                      | （不在）      |
| 2006.4.3   | 2007.3.30 | 田中朋樹                                    | （不在）      |
| 2007.4.2   | 2010.3.26 | 坂梨哲士2 三浦拓実2 横井健吉2               | （不在）      |
| 2010.3.29  | 2012.3.30 | 伊東敏恵3                                   | 勝丸恭子4・9  |
| 2012.4.2   | 2013.3.29 | 滑川和男                                    | 太田景子4     |
| 2013.4.1   | 2014.3.28 | 滑川和男5 桑子真帆                          | 太田景子4     |
| 2014.3.31  | 2015.3.27 | 桑子真帆 芳川隆一5・6・8                    | 伊藤麻衣7     |
| 2015.3.30  | 2016.4.1  | 内藤雄介 上原光紀5                          | 伊藤麻衣7     |
| 2016.4.4   | 2017.3.31 | 上原光紀 田村直之 高木修平 中山果奈5        | 伊藤麻衣7     |
| 2017.4.3   | 2018.3.30 | 田村直之 中山果奈 厚井大樹 深川仁志5        | 杉山真理7     |
| 2018.4.2   | 2019.3.29 | 深川仁志5 福田光男 曽根優 八田知大          | 杉山真理7     |
| 2019.4.1   | 2020.3.27 | 八田知大 三平泰丈 漆原輝 南波雅俊 中川安奈5 | 岡田良昭7・10 |
| 2020.3.30  | 2021.2.26 | 漆原輝 豊島実季                             | 岡田良昭7・10 |
| 2021.3.1   | 2021.3.26 | 豊島実季 三平泰丈5                          | 岡田良昭7・10 |
| 2021.3.29  | 2022.4.1  | 豊島実季 志賀隼哉                           | 勝丸恭子7・11 |
| 2022.4.4   | 2023.5.19 | 志賀隼哉 岡崎太希 武本大樹 安藤結衣5        | 勝丸恭子7・11 |
| 2023.5.22  | 2023.7.21 | 志賀隼哉 武本大樹 安藤結衣5                 | 勝丸恭子7・11 |
| 2023.7.24  | 2023.9.29 | 志賀隼哉 安藤結衣5                          | 勝丸恭子7・11 |
| 2023.10.2  | 2023.10.6 | 志賀隼哉 安藤結衣 鳥山圭輔5                 | 勝丸恭子7・11 |
| 2023.10.10 | 2024.3.29 | 志賀隼哉 安藤結衣 鳥山圭輔 松井大5          | 勝丸恭子7・11 |

備考
- 2007年から2009年度は3人がローテーションで担当。
- 1 おはようひろしま放送後、ラジオ第1放送のラジオあさいちばん(5:13 - 8:30)の8時台の列島リレーニュース、NHK総合の正午のニュースのローカル枠を担当。
- 2 広島放送局でのスポーツキャスター
- 3 夏休みの代行は江藤泰彦、杉浦圭子が担当。
- 4 ひろもりの気象情報も担当。
- 5 1名ずつ隔週で担当。
- 6 桑子・芳川降板後内藤・上原着任までの間は、下境秀幸・高木修平が代行。
- 7 ひるまえ直送便の気象情報も担当。
- 8 芳川は東京アナウンス室異動後、平成30年7月豪雨の報道対応で応援で派遣され、代理で本番組も担当（2018年7月25日など）。
- 9 2012年 - 2021年3月も、下記の気象予報士の休暇時に代理で担当することがあった。
- 102021年 - 2022年も、勝丸の休暇時に代理で担当することがあった。
- 112023年以降の休暇時は大隅智子が代行。